# Episodi di Strike Back (settima stagione)
La settima stagione della serie televisiva Strike Back, intitolata Strike Back: Revolution, è stata trasmessa in prima visione sul canale britannico Sky One dal 28 febbraio al 2 maggio 2019, mentre negli Stati Uniti è andata in onda su Cinemax dal 25 gennaio al 29 marzo 2019.
In Italia la stagione è andata in onda sul canale satellitare Sky Atlantic dall'11 marzo all'8 aprile 2019, in chiaro è andata in onda sul canale Rai 4 dal 14 agosto all'11 settembre 2020.
| nº | Titolo originale | Prima TV UK      | Prima TV USA     | Prima TV Italia |
| -- | ---------------- | ---------------- | ---------------- | --------------- |
| 1  | Episode 1        | 28 febbraio 2019 | 25 gennaio 2019  | 11 marzo 2019   |
| 2  | Episode 2        | 7 marzo 2019     | 1º febbraio 2019 | 11 marzo 2019   |
| 3  | Episode 3        | 14 marzo 2019    | 8 febbraio 2019  | 18 marzo 2019   |
| 4  | Episode 4        | 21 marzo 2019    | 15 febbraio 2019 | 18 marzo 2019   |
| 5  | Episode 5        | 28 marzo 2019    | 22 febbraio 2019 | 25 marzo 2019   |
| 6  | Episode 6        | 4 aprile 2019    | 1º marzo 2019    | 25 marzo 2019   |
| 7  | Episode 7        | 11 aprile 2019   | 8 marzo 2019     | 1º aprile 2019  |
| 8  | Episode 8        | 18 aprile 2019   | 15 marzo 2019    | 1º aprile 2019  |
| 9  | Episode 9        | 25 aprile 2019   | 22 marzo 2019    | 8 aprile 2019   |
| 10 | Episode 10       | 2 maggio 2019    | 29 marzo 2019    | 8 aprile 2019   |